# Tarif journalier de prestation
TJP est une abréviation française signifiant Tarif Journalier de Prestation. Elle sert de base pour le calcul de la part restant à la charge du patient lors d'une hospitalisation.
Ce principe a été introduit dans le droit français en 1982 par Pierre Bérégovoy, devenu ministre des Affaires sociales en remplacement de Nicole Questiaux. Face au déficit des dépenses de santé, l'intéressé a fait instaurer par le Parlement, un forfait d'hospitalisation restant à la charge du patient, sous le nom de forfait hospitalier. 